# Snom technology AG
snom technology AG. — компания-пионер IP-телефонии, занимается разработкой и поставкой абонентского оборудования VoIP, основанного на открытых стандартах протокола SIP.

## История
Компания snom Technology AG, основана в 1996 году в Берлине, Германия. В 1999 году snom technology AG выпустила свою первую коммерческую линейку VoIP телефонов snom 100, которые уже поддерживали SIP Решение компании позволило продавать телефоны, которые взаимодействовали с платформами различных стандартов и различных вендоров. Это стало максимально доступным после официального утверждения Session Initiation Protocol (SIP).
Будучи пионером в разработках VoIP, snom technology AG была создана раньше компании Polycom (была создана в 1998 году) на 2 года, и смогла объединить у себя команду высококвалифицированных сотрудников с громадным потенциалом в области разработок интернет телефонии.
Руководят компанией Генеральный директор (СОО) — Dr. Michael Knieling (на должности с 2004 года) и Технический директор — Usman Tahir (вступил на пост в 2012 году). Члены правления: Stefan Friese, Dr. Christian Stredicke и Jack Meehan.

## Спецификации телефонов snom
Все телефоны snom поддерживают последние разработки в области, и технологии, такие как — NAT, VPN, ENUM, системы защиты (SIPS, SRTP, RTCP, WPA), специальные разработки в области криптирования.

Все телефоны snom поддерживают системы телефонии и их компоненты на стандарте SIP, включая открытые платформы (как Asterisk), так и платформы разработанные компаниями для коммерческого распространения (как Lync, Avaya Unified Communication, Cisco Call Manager, 3CX, Huawei и многие другие).

Широкая линейка продуктов включает терминалы которые соответствуют всем UC стандартам для использования на любых платформах протокола SIP Session Initiation Protocol.
Одним из основных направлений развития бизнеса в ip-телефонии является совместимость с платформами UC стандарта. Такими как Microsoft OCS, Lync; Avaya; Cisco; Asterisk, Huawei и др.
```
Среди IP-телефонов линейки серий: D3хх, D7хх, Mxx:
```

snom D3xx

snom D305

snom D315

snom D345

snom D375

snom D385
snom D7xx

snom D712

snom D715

snom D725

snom D735

snom D745

snom D765

snom D785
VoIP DECT-телефон:

snom M25

snom M65

snom M85

SIP Конференц-телефон:

snom MeetingPoint UC edition support

snom c520

SIP Paging:

snom PA1

## snom UC edition
snom UC edition сочетает преимущества открытого стандарта SIP с интеграцией в Microsoft Server OCS/Lync решений. Телефоны snom были первыми и являются единственными в отрасли, которые объединили телефоны SIP с функционалом Microsoft OCS. Телефоны входят в четверку производителей с официально сертифицированными устройствами, что подтверждено компанией Microsoft.

## Представительства
Штаб-квартира компании находится в Берлине. Представительства компании расположены в Европе (Великобритания, Франция, Италия) и США.
Компания владеет несколькими заводами по производству терминалов. Производит телефоны под торговой маркой snom. Есть ряд контрактов по производству телефонов OEM для Hewlett-Packard, Telekonf.
Основное распространение терминалы получили на территории США, Европы и ближнего Востока.
В регионах СНГ есть ряд партнеров.

Дистрибьютором телефонов snom на Украине является компания «Новелла» snom.com.ua. Архивировано из оригинала 28 января 2013 года.

Дистрибьютором телефонов snom в России является компания «ДжиЭс Телеком» gstele.com/snom/.

## Награды
Шаблон:Cleanup-list
- TMC Labs 2003 Innovation Awards[5]
- Internet Telephony 2006 Excellence Award[6]
- Internet Telephony’s 2006 Top 100 Voices in IP Communication- Dr. Christian Stredicke[7]
- Pulver 100, 2007[8]
- snom recognized by the «Deloitte Technology Fast 50» as One of the Fastest Growing Technology Enterprises
- snom receives the 2007 Product of the Year Award from Communications Solutions for the snom m3
- snom gets Deloitte Award for strong sales growth
- snom receives TMC product of the year award 2008
- snom OCS edition receives Unified Communications Magazine’s 2008 Product of the Year Award